# Unión de las Fuerzas Democráticas de Guinea
La Unión de las Fuerzas Democráticas de Guinea (UFDG; en francés: Union des forces démocratiques de Guinée) es un partido político de Guinea de ideología socioliberal. Fue formado entre el 16 y 17 de septiembre de 1991 por varios partidos de oposición.
En 2002, Mamadou Boye Ba se unió al partido, del cual se convirtió en su presidente. Desde 2007 el presidente del partido es Cellou Dalein Diallo, primer ministro de Guinea entre 2004 y 2006. Ha sido candidato a la presidencia en 2010, 2015 y 2020.
En las elecciones parlamentarias de 2013 el partido obtuvo 37 escaños en la Asamblea Nacional de Guinea. Boicotearon las elecciones parlamentarias de 2020 junto con otros partidos.